# Ernst August von Meding (Generalleutnant)
Ernst August von Meding (* 12. Januar 1711 in Barum; † 28. Dezember 1794 in Einbeck) war ein braunschweig-lüneburgischer Adliger und Offizier.

## Leben

### Herkunft
Ernst August von Meding war der zweitälteste Sohn des Christoph Ernst von Meding auf Schnellenberg (1669–1737) und seiner Base Gertrud Dorothea von Meding. Er war damit ein Mitglied des lüneburgischen Adelsgeschlechts Meding und als solcher Erbe des Amtes des Erblandmarschalls von Lüneburg.
Ernst von Meding ist Stammvater der II. Linie derer von Meding auf Horst-Barum.

### Werdegang
Von 1723 bis 1727 war er Page zu Hannover, die letzten beiden Jahren einer von drei anderen Pagen des Prinzen von Wallis.
Anschließend kam er als Offizier in die Armee und wurde in das damalige Wrangelsche Regiment, dem 15. Infanterie-Regiment, kommandiert. Von 1742 bis 1748 war er erst als Leutnant und dann als Capitainlieutenant im Österreichischen Erbfolgekrieg eingesetzt und dort u. a. Oberadjutant des Generalleutnant Louis Auguste du Verger de Monroy im 9. Infanterie-Regiment. Anfang Juli 1747 war er auf Seiten Kurhannovers bei der Schlacht bei Lauffeldt aktiv. 1748 kam er zum Alt-Zastrowschen Regiment und wurde hier 1751 Major. 1757 wurde er im Regiment von Druchtleben (7. Infanterie-Regiment) Oberstleutnant. Im Folgejahr kam er als Kommandeur in das Regiment von Wangenheim, dem 14. Infanterie-Regiment. 1759 wurde er Oberst.
Als im Dezember 1760 der Feldmarschall Friedrich von Spörken Chef des Garderegiments wurde, übernahm von Meding als Obrist dessen ehemaliges Regiment, dem 4. Infanterie-Regiment, als Kommandeur. Mit dem Regiment nahm er von 1757 bis 1763 am Siebenjährigen Krieg teil und kämpfte u. a. in der Schlacht bei Hastenbeck. Bei Johannisberg wurde sein Pferd erschossen und er verwundet gefangen genommen. Er kam nach Frankfurt und erkrankt in Gefangenschaft an der Ruhr. Nach dem Siebenjährigen Krieg wurde er 1768 erst Generalmajor und am 2. September 1777 dann als Chef des 2. Infanterie-Regiments Generalleutnant. 1774 war das von ihm geführte Regiment zum Kurhannoversches Infanterieregiment No. 2 zusammengelegt und unter seine Führung gestellt worden.
Ab 1766 war er als Nachfolger von Georg Ludwig von Meding Erblandmarschall und nach seinem Tod übernahm sein jüngerer Bruder Christian Friedrich August von Meding (1735–1825) das Amt.

### Familie
Verheiratet war er ab 1750 mit Sibylle Wilhelmine von Oldershausen (1734–1804). Ihre Söhne waren u. a. Ernst August Detlef von Meding (1762–1830), Jurist und Hauptmann, und Franz von Meding (1765–1849), hannoverscher Berghauptmann und Kabinettsminister.